# 灵溪镇 (苍南县)
灵溪镇是中华人民共和国浙江省温州市苍南县下辖的一个镇，为苍南县城（即县政府所在地），位于浙闽交界处鳌江流域, 距闽东地区16公里。属于温州地区，距离温州市区83公里。全镇面积86.5平方公里。全镇常住人口24.6万人，流动人口5.9万人。当地主要语言为闽南语，因为当地人的祖先中多数是几百年前（很可能是明末清初之时）从福建南部迁徙而来。

## 历史
灵溪镇原属浙江省平阳县。1981年原平阳县被拆分为新的平阳县与苍南县，灵溪镇成为苍南县的县城。

## 行政区划
灵溪镇下辖以下村级行政区划单位：
古磉社区、上街社区、凤山社区、双台社区、柴街社区、黄宅内社区、会龙门社区、塘北社区、站东社区、城中社区、莲池社区、韩头桥社区、大门社区、灵堡社区、站北社区、灵浦社区、望江社区、横阳社区、南鹤社区、玉龙社区、站前社区、城北社区、珊瑚社区、水头村、北山下村、坑源村、坝头村、下埠街村、过港村、秦岙村、岭前村、田墘村、金岙村、五亩村、龙渡村、岩头村、后垟村、坑底村、大观村、溪心村、岭北村、渔塘口村、垟贡村、双台村、双灵村、下东垟村、古磉村、双垟村、樟浦村、晓丰村、家堡村、大门村、厅基村、水门内村、山东村、上江村、新建村、官堂村、东仓村、洽尾缪村、五垟村、灵丰村、西山村、河尾庄村、上垟庄村、上林村、宫后陈村、灵堡村、白鹤村、西程村、渡龙村、双汇村、宕顶村、叶家垟村、屿湖村、埭头村、望鹤村、沪山村、塘下村、周林村、后蔡村、前蔡村、百丈村、山南村、新桥头村、门前村、山北底村、凤阳村、台溪村、新溪村、柳庄村、三河村、五爱村、浦口村、新浦村、畔垟村、联进村、王宅村、横支村、金福村、余桥村、内李村、凰山前村、水垟村、蔡宅村、营垟村、横河村、梧梅村、四大村、桥底村、浦边村、江苏村、新港村、河口叶村、横浦村、横江村、上刘村、棋南村、斗南村、下汇周村、上垟村、郭家车村、汤家垟村、红星村、平水桥村、大浃头村、华山村、塔里村、双家垟村、镇江村、平南村、山脚李村、南龙村、象松村、仓浃村、观美村、凤鹤村、茂竹村、双溪村、寨岭脚村、桃湖村、碗窑美村、楼下村、顶垟村、十字路村、中屿村、三联村、大路村、岩联村、新岸村、三美村、东阳村、板岙村、双益村、水月村、垟岙村、徐溪村、湾旦村、大坡村、白水村、浦内洪村、燕头村、大亭村、石聚村、玉泉村、和平村、灵浦村、苍溪村和浦南村。

## 交通

### 铁路
温福铁路（运营速度200千米/小时，设计速度250千米/小时，为国铁Ⅰ级高速铁路）经过该镇，并在该镇设停靠站，即苍南火车站。该火车站为该铁路沿线离城区最近的火车站。该铁路北与甬台温铁路相连，南与福厦铁路相连，这三者被一些人称为东南沿海高速铁路。东南沿海高速铁路南连厦深铁路，可达江苏、上海、杭州、宁波、福建、广东等省市。2009年12月苍南火车站成为全国首个始发动车的县级站。

### 公路
甬台温高速公路（即 沈海高速浙江段）也经过该镇，并在镇内设有苍南互通出口、观美互通出口及苍南服务区。
 104国道贯穿该镇。

### 航空运输
与温州龍灣國際机场之间的车程约1个小时

## 经济
商贸较发达，工业以生产编织袋出名。2019年中国百强乡镇第60名。
浙江苍南工业园区设在该镇，为浙江省级开发区，初建于1998年。

### 专业市场
浙福边贸水产城-----被国家商务部和中国水产学会联合评为“全国水产品批发市场二十强”
中国人参鹿茸冬虫夏草集散中心---经中国商业联合会有关专家实地考察和评审验收,远销全国各城市及新、马、泰等,东北三省各类滋补品总数的80%都聚集于此。
浙闽副食品商城

### 较有名的企业
盛宇集团 （页面存档备份，存于），主营家纺相关产品，现已破产
熊猫乳品 （页面存档备份，存于）
浙江苍南仪表集团股份有限公司 （页面存档备份，存于）（前身为浙江苍南仪表厂）是中国流量计量行业的龙头企业。]

## 环境

### 河流
横阳支江、萧江塘河、沪山内河

### 景点
灵溪公园山
水景公园   位于人民大道（近站前大道）
石聚堂  位于浦亭
灵溪湖 位于灵溪镇新城区，苍南县行政中心大楼正对面，玉苍路与萧江塘河之间

### 其他
渡龙山

## 医疗卫生
- 苍南县人民医院 地址：灵溪镇玉苍路2288号
- 苍南县中医院   地址：灵溪镇学士路487号、玉苍路195-243号（玉苍院区）

## 当地小吃
- 牛肉羹
- 九层糕

## 教育

### 学校
- 苍南中学 （原名“苍南县第一中学”） 浙江省重点中学
- 灵溪中学 位于该镇建兴西路。前身为创办于1956年的平阳县第十中学，后即改名为灵溪中学。1984年，学校又改办为苍南县职业技术学校。1997年8月，苍南县职业技术学校迁出到新址。于是在旧址上又创办了新的“灵溪镇第一高级中学”。2007年4月，该校更名恢复为灵溪中学。于2021年与三禾中学共用同一新校区。

- 灵溪镇第一小学  原为吾南书院，超过百年历史。原址位于灵溪老城（老街）中心地带，原学校建筑已被拆。上世纪90年代搬迁到现所在地横阳之江南岸。